# كلاودينهو (لاعب كرة قدم مواليد 1977)
كلاودينهو هو لاعب كرة قدم برازيلي في مركز الدفاع، ولد في 25 أغسطس 1977 في Manoel Viana ‏ في البرازيل. لعب مع أتلتيكو باراناينسي ونادي ريو برانكو ونادي كاشياس دو سول ونادي نوفو هامبورغو.